# Douzelage

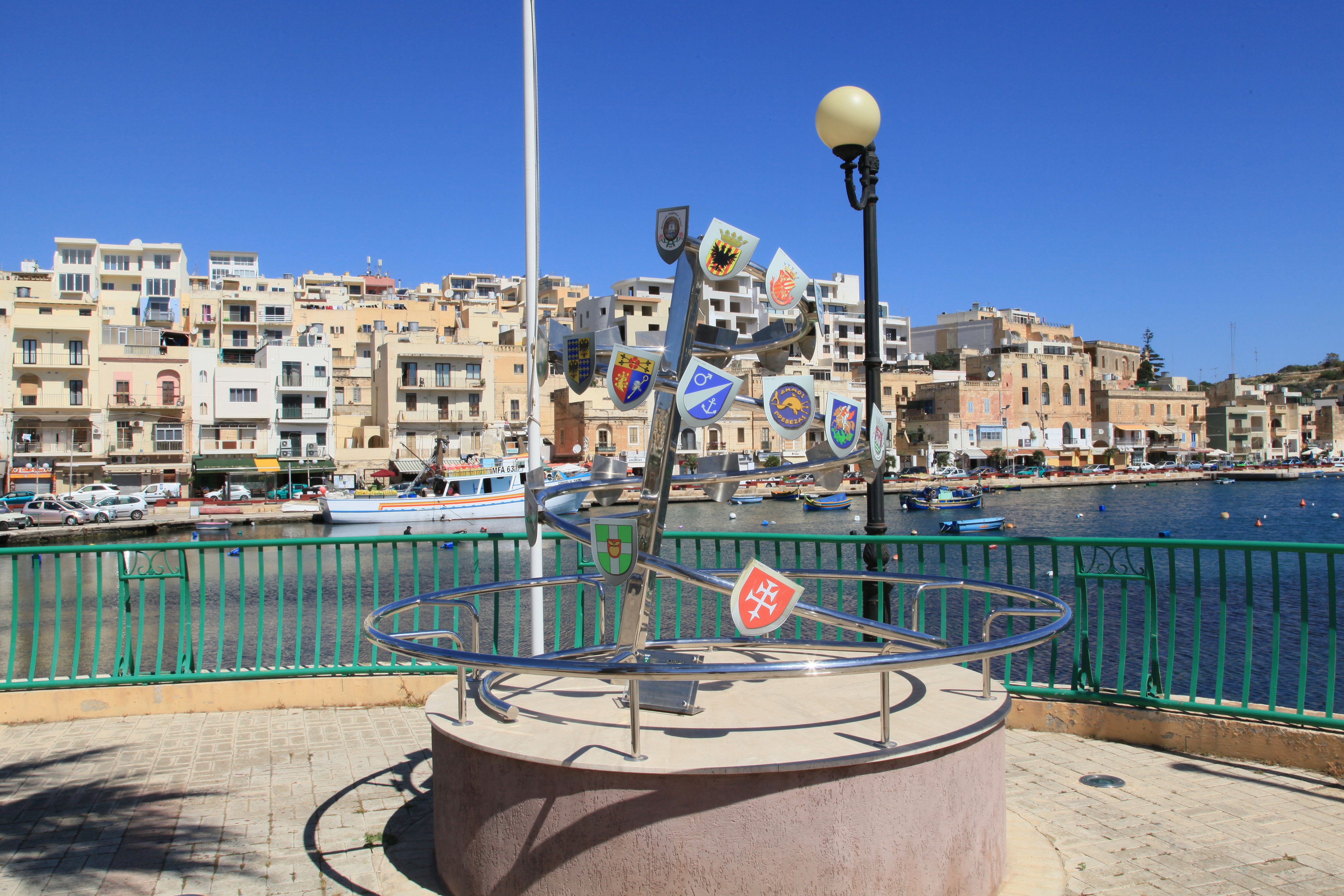
Monumento que conmemora el 20.º aniversario del Douzelage el 3 de septiembre de 2011 en Marsascala (Malta).

El Douzelage es una asociación de hermanamiento de ciudades con una ciudad representante de cada uno de los países miembros de la Unión Europea.

## Historia
El nombre Douzelage proviene del francés, de la combinación de douze («doce») y jumelage («hermanamiento»), al ser doce los países que conformaban la Comunidad Económica Europea (CEE) en 1991, año en que se firmó la carta fundacional en Granville (Francia). Al hermanamiento de Granville y Sherborne (Reino Unido) se sumaron otras diez localidades, una por cada uno de los demás países miembros de la CEE, organismo precursor de la Unión Europea.
A medida que se amplió la Unión Europea, se añadieron nuevas localidades al Douzelage, aunque el nombre original se ha mantenido sin cambios.
En 1993, la asociación recibió en Estrasburgo la estrella de oro de los hermanamientos del presidente de la Comisión Europea, Jacques Delors, y la ministra francesa de Cultura, Catherine Trautmann.

## Miembros
| País            | Pueblo o ciudad | Fecha     | Población |
| --------------- | --------------- | --------- | --------- |
| Francia         | Granville       | 1991      | 12 969    |
| Irlanda         | Bundoran        | 1991      | 2 140     |
| Reino Unido     | Sherborne       | 1991      | 9 310     |
| Portugal        | Sesimbra        | 1991      | 49 500    |
| España          | Altea           | 1991      | 22 648    |
| Italia          | Bellagio        | 1991      | 3 078     |
| Grecia          | Préveza         | 1991      | 19 042    |
| Luxemburgo      | Niederanven     | 1991      | 5 530     |
| Bélgica         | Houffalize      | 1991      | 5 068     |
| Países Bajos    | Meerssen        | 1991      | 19 711    |
| Alemania        | Bad Kötzting    | 1991      | 7 256     |
| Dinamarca       | Holstebro       | 1991      | 57 056    |
| Finlandia       | Karkkila        | 1997-2016 | 9 172     |
| Finlandia       | Asikkala        | 2016      | 8 505     |
| Suecia          | Oxelösund       | 1998      | 10 870    |
| Austria         | Judenburg       | 1999      | 9 619     |
| Hungría         | Kőszeg          | 2004      | 12 077    |
| República Checa | Sušice          | 2004      | 554       |
| Polonia         | Chojna          | 2004      | 7 099     |
| Estonia         | Türi            | 2004      | 6 053     |
| Letonia         | Sigulda         | 2004      | 10 603    |
| Eslovaquia      | Zvolen          | 2007      | 43 311    |
| Lituania        | Prienai         | 2008      | 10 475    |
| Malta           | Marsascala      | 2009      | 10 024    |
| Rumania         | Siret           | 2010      | 9 411     |
| Bulgaria        | Tryavna         | 2011      | 9 831     |
| Eslovenia       | Škofja Loka     | 2011      | 22 889    |
| Chipre          | Agrós           | 2011      | 804       |
| Croacia         | Rovinj          | 2016      | 14 294    |